# Shaarey Tzedek

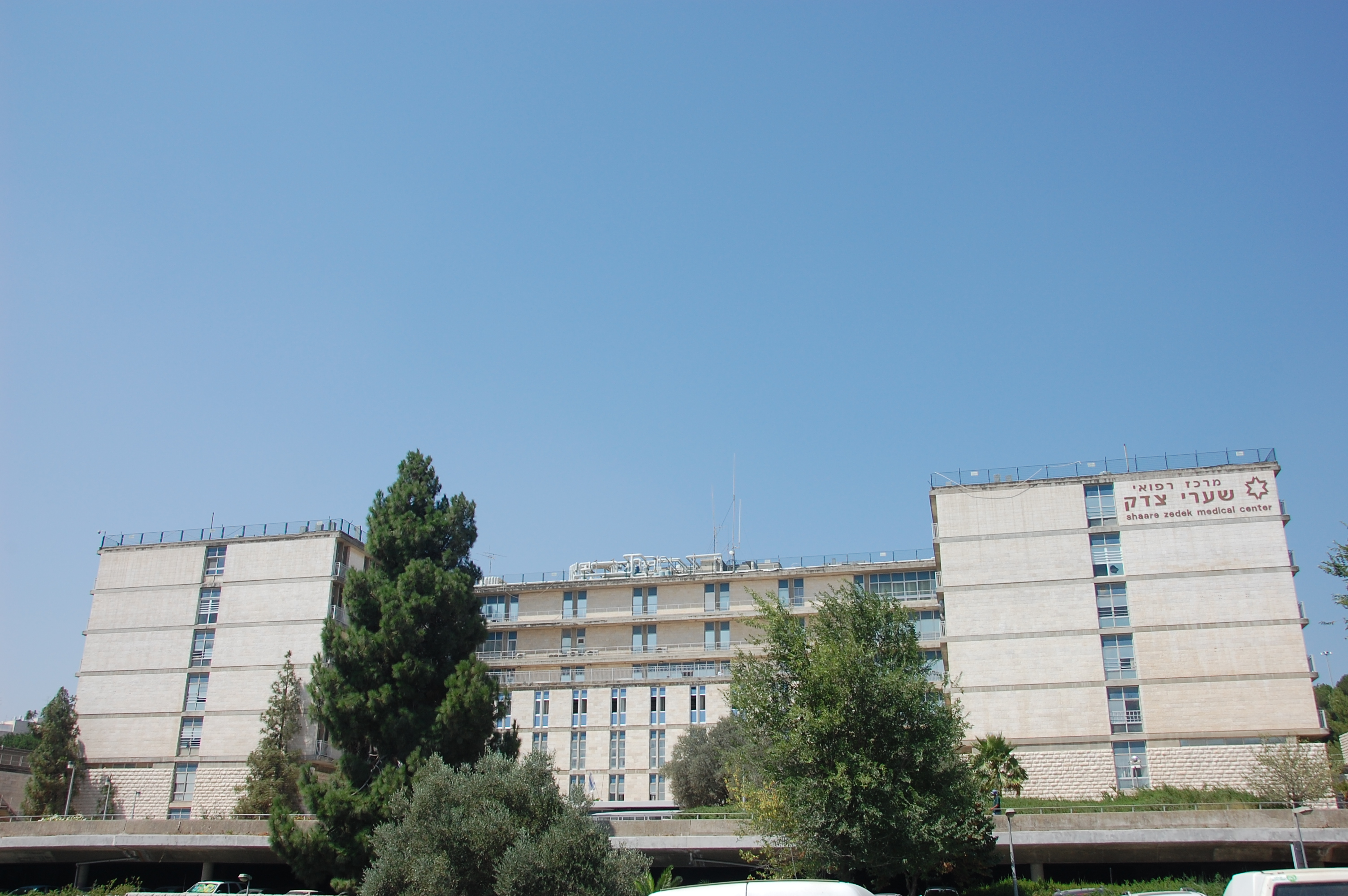
Spitalul Shaarey Tzedek din Ierusalim, în prezent

Shaarey Tzedek sau Centrul medical Shaare Tzedek (în ebraică:מרכז רפואי שערי צדק - Merkaz Refu'i Sha'arey Tzedek) este un spital din Ierusalim, în Israel, înființat în anul 1902, în timpul stăpânirii otomane în Palestina, de către medicul evreu dr.Moshe Moritz Wallach (1866-1957).
În anul 1980 spitalul s-a transferat în noul său amplasament în cartierul Bait vagan din Ierusalim. În decembrie 2012 i-a fost anexat spitalul Bikur Holim care, în prezent cuprinde o secție de obstetrică și o secție de medicină internă geriatrică.

## Istoria
La începutul secolului al XX-lea funcționau în Ierusalim trei spitale evreiești:Spitalul Meir Rothschild, Spitalul Misgav Ladakh al obștii sefarde și Spitalul Bikur Holim. 
Organizația evreilor din Olanda și Germania numită „Kolel Holand Deutschland” a acționat la Ierusalim vreme de zeci de ani în cursul secolului al XIX-lea pentru ameliorarea serviciilor de asistență medicală destinate evreilor din Ierusalim. Din cauza unor conflicte cu reprezentanții celorlalte obști - sefarzi, și așkenazi hasidim și prushim (mitnagdim), originari din Europa de est, organizația s-a văzut exclusă din conducerea spitalului Bikur Holim. Din inițiativa lui Moshe Moritz Wallach, medic celibatar, sever și credincios, originar din Köln, care înființase din anul 1892  un cabinet medical în Orașul Vechi, evreii germani si olandezi au strâns donații și au întemeiat, în afara zidurilor cetății, cu aprobarea autorităților turcești,  un spital mai modern în termenii de atunci, a cărui clădire a fost finalizată în anul 1902. 
Clădirea somptuoasă a spitalului, în stil eclectic, s-a aflat la circa 3 km de Orașul Vechi, pe partea de sud a străzii Jaffa, la nord de cartierul Shaarey Tzedek, și de aceea și spitalul s-a numit Shaarey Tzedek, denumirea însemnând în ebraică Porțile Dreptății. Construcția a fost executată de antreprenorii evrei Friedland, după planurile arhitectului creștin german Theodor Sandel.

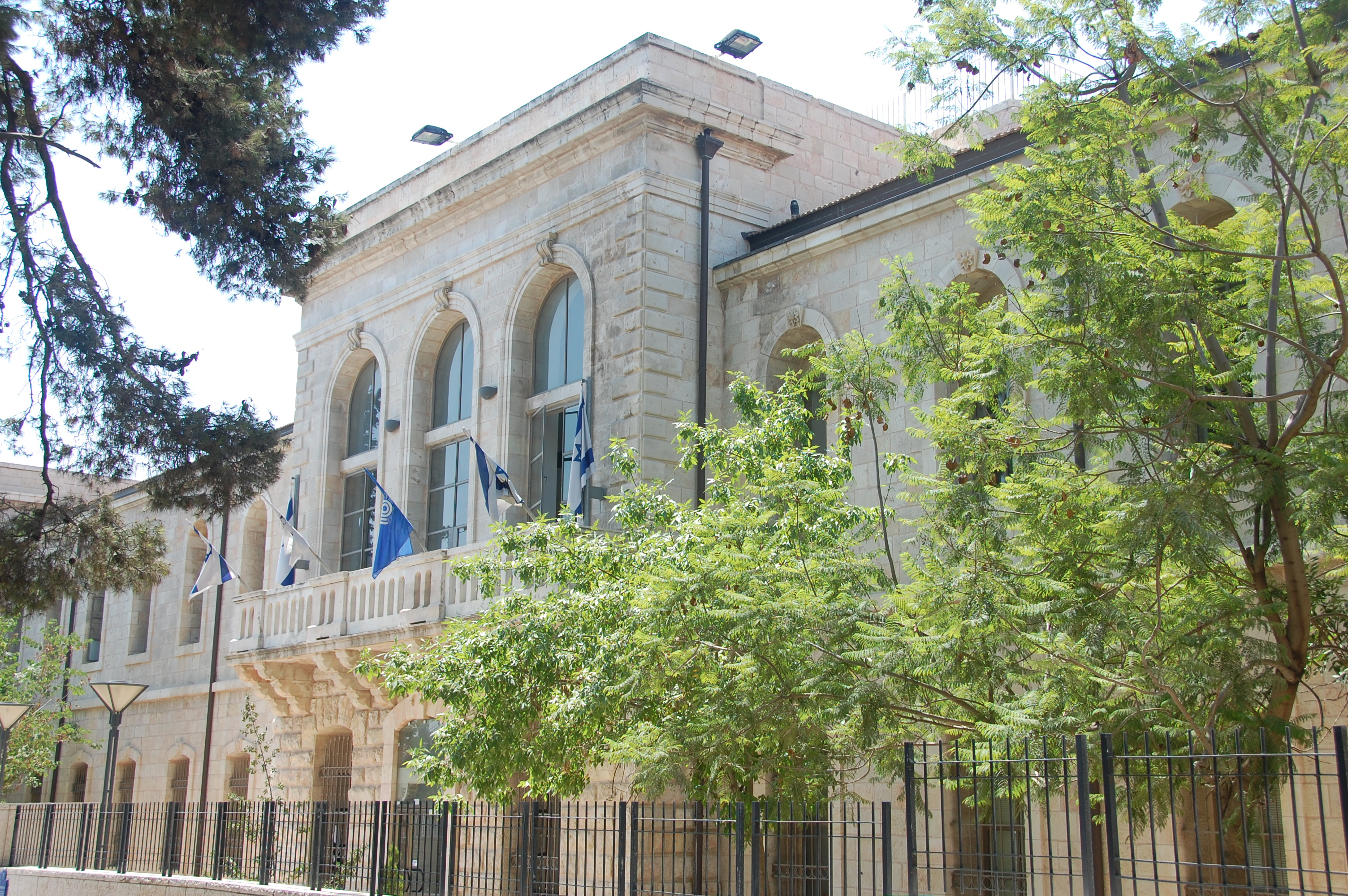
Clădirea veche a spitalului Shaarey Tzedek pe strada Jaffa din Ierusalim

Ceremonia de deschidere a spitalului a avut loc la 27 ianuarie 1902. Dr Wallach a condus spitalul vreme de 45 ani până în anul 1947. El a locuit in spital și mormântul său se află în perimetrul vechii instituții. Mulți ani spitalul era cunoscut de locuitori ca „Wallach Spital” sau „Amsterdam Spital”.
După ce în anul 1980 spitalul s-a mutat, clădirea istorică a devenit patrimoniu național protejat, și a adăpostit pentru o vreme conducerea Radiodifuziunii israeliene până la reforma acesteia.
Spitalul a început cu un buget pentru zece paturi, care s-a mărit după un an la douăzeci de paturi.
Alături de dr Wallach, începând din 1916, a lucrat asistenta medicală Selma Meyer, cunoscută ca Schwester Selma, originară din Hanovra, cea dintâi cu diplomă de infirmieră care a activat în Palestina, și care a lucrat ca soră șefă în acest spital peste 50 ani.    
Selma Meyer a decedat în anul 1984 la vârsta de 100 ani. Și ea a locuit în incinta spitalului și s-a dedicat in cursul anilor îngrijirii copiilor abandonați.
Dr Wallach a înființat în spital o secție pentru izolarea bolnavilor de boli contagioase, de asemenea  a efectuat vaccinări ale populației.
Din cauza dificultății de a procura lapte proaspăt curtea spitalului a fost dotată (până în anul 1948) cu un grajd cu 40 vaci care a contribuit și la aprovizionarea cu lapte a unei părți din locuitorii evrei religioși din oraș, mai ales de Paștele evreiesc. Spitalul a beneficiat în acele timpuri și de un generator electric pentru sâmbătă și situații de urgență  
În anul 1947 dr Wallach a predat conducerea spitalului lui dr Falk Schlesinger, care l-a condus vreme de 22 ani. În anii 1969-1981 spitalul a fost condus de profesorul David Meir, anatomo-patolog de specialitate,  iar în anii 1988-2018 de profesorul Yonatan Halevi, in prezent președintele Centrului Medical. Din 2019 director este dr. Ofer Marin.